# Future of Life Institute
Future of Life Institute (FLI) is een internationale stichting die die zich inzet om extreme risico's van technologie te verminderen. De nadruk ligt daarbij op risico's van geavanceerde kunstmatige intelligentie (AI).
Tot de oprichters behoren kosmoloog Max Tegmark en Skype-medeoprichter Jaan Tallinn. Tesla CEO Elon Musk is als adviseur betrokken.

## Werkwijze
Het werk van het instituut, dat in 2014 werd opgericht, bestaat uit drie hoofdonderdelen: voorlichting, het verstrekken van subsidies voor onderzoek, en beleidsadvisering bij de Verenigde Naties, de Amerikaanse regering en de instellingen van de Europese Unie. 
In 2023 nam directeur beleid Mark Brakel namens het instituut deel aan de eerste wereldwijde top over de gevaren van AI, de zogeheten AI Safety Summit in het Verenigd Koninkrijk.

## Open brief
Eind maart 2023 publiceerde Future of Life een open brief waarin opgeroepen werd om alle trainingen van AI's die sterker zijn dan GPT-4 gedurende zes maanden te pauzeren. De brief werd ondertekend door prominente AI-onderzoekers en technici, onder wie AI-pionier Yoshua Bengio, Apple medeoprichter Steve Wozniak en Tesla CEO Elon Musk. In de brief uitten ze hun bezorgdheid over de risico's van de AI-ontwikkeling, zowel op korte termijn als meer fundementeel, bijvoorbeeld door technologische singulariteit.